# Papiro Oxirrinco 94
El Papiro Oxirrinco 94 también llamado P. Oxy. 94 es un documento sobre un acuerdo para la venta de dos esclavos. Fue escrito en griego, en papiro en forma de una hoja y descubierto en Oxirrinco, Egipto. El documento se escribió el 26 de octubre del 83. En la actualidad se conserva en el Museo Británico, Inglaterra.

## Documento
El documento contiene un acuerdo entre Marco Antonio y Dionisio Ptolomeo, hijo de Teón. Dionisio se compromete a poner a la venta dos esclavos pertenecientes a Ptolomeo: Diogas, de cuarenta años, y llamado otro Diogas de treinta años. El documento está escrito en caligrafía uncial. Las mediciones del fragmento son 365 por 105 mm.
Fue descubierto por Bernard Pyne Grenfell y Arthur Surridge Hunt en 1897, en Oxirrinco, Egipto. El texto fue publicado por Grenfell y Hunt en 1898. El fragmento fue examinado también por Frederic G. Kenyon y Ludwig Mitteis.